# 98866 Giannabussolari
98866 Giannabussolari è un asteroide della fascia principale. Scoperto nel 2001, presenta un'orbita caratterizzata da un semiasse maggiore pari a 2,4245002 UA e da un'eccentricità di 0,1369219, inclinata di 6,01421° rispetto all'eclittica.
L'asteroide è dedicato all'italiana Gianna Bussolari, professoressa apprezzata dalla comunità mondiale degli astronomi per l'organizzazione di diverse conferenze nella città di Padova.